# 29858 Tlomak
A 29858 Tlomak (ideiglenes jelöléssel (29858) 1999 FC31) a Naprendszer kisbolygóövében található aszteroida. A LINEAR projekt keretében fedezték fel 1999. március 19-én.